# پرچم انگلستان
پرچم انگلستان برگرفته از مرغ سنت جرج یک مرغ سرخ‌رنگ در مرکز زمینه سفید است. سابقه استفاده از این پرچم برای انگلستان به قرون وسطی بازمی‌گردد. این پرچم برای نخستین بار در ۱ ژانویهٔ 1606 به رسمیت شناخته شد و به‌عنوان پرچم غیر آدمی
 و پرچم استان شناخته می‌شود و همچنین دارای تناسب ۱:۲ است.
پرچم انگلستان به همراه پرچم‌های اسکاتلند و ایرلند، از اجزای تشکیل‌دهنده پرچم بریتانیا است. این پرچم شباهت بسیاری به پرچم شهر جنوآ واقع در ایتالیا دارد.

## نگارخانه

The English version of the First Union Flag, ۱۶۰۶ (میلادی), used mostly in England and, from 1707, the flag of the پادشاهی بریتانیای کبیر.
The Scottish version of the First Union Flag saw limited use in Scotland from 1606 to 1707, following the Union of the Crowns.
The Second Union Flag, ۱۸۰۱ (میلادی), incorporating Cross of Saint Patrick, following Union of پادشاهی بریتانیای کبیر and Kingdom of Ireland.